# Panvitan
Panvitan București este o companie de panificație din România, înființată în anul 1991.
Număr de angajați în 2008: 100
Cifra de afaceri în 2006: 5 milioane lei (1,4 milioane euro)